# Viticuso
Viticuso és un comune (municipi) de la província de Frosinone, a la regió italiana del Laci, situat a uns 130 km al sud-est de Roma i a uns 50 km a l'est de Frosinone.
Viticuso limita amb els municipis d'Acquafondata, Cervaro, Conca Casale, Pozzilli, San Vittore del Lazio i Vallerotonda.
A 1 de gener de 2019 tenia 309 habitants.